# Astragalus eubrychioides
Astragalus eubrychioides es una especie de planta del género Astragalus, de la familia de las leguminosas, orden Fabales.

## Distribución
Astragalus eubrychioides es una especie nativa de Turquía.

## Taxonomía
Fue descrita científicamente por Boiss. Fue publicado en Diagnoses Plantarum Orientalium 1, 9: 41 (1849).